# Тандасо, Вальтер
Вальтер Анхелло Тандасо Сильва (исп. Walter Angello Tandazo Silva; род. 14 июня 2000, Тумбес) — перуанский футболист, полузащитник клуба «Мельгар».

## Клубная карьера
Тандасо — воспитанник клубов «Альянса Лима» и «Мельгар». 23 февраля 2019 года в матче против «Аякучо» он дебютировал в перуанской Примере в составе последних. 17 июля 2023 года в поединке против «Депортиво Мунисипаль» Вальтер забил свой первый гол за «Мельгар». 

## Международная карьера
В 2019 году Тандасо в составе молодёжной сборной Перу принял участие в молодёжном чемпионате Южной Америки в Чили. На турнире но сыграл в матчах против команд Уругвая, Парагвая, Эквадора и Аргентины.